# Штутгарт 1939
«Турнір Європи» (нім. Europaturnier) відбувся 14-25 травня 1939 року в Штутґарті (Третій Райх). Він зібрав провідних шахістів Німеччини та деяких представників інших країн. Переміг Юхим Боголюбов.
Другий «Турнір Європи» проведено 1941 року в Мюнхені. Він зібрав найсильніших шахістів Райху та окупованих і нейтральних країн.

## Таблиця
| Місце  | Гравець          | Очки |
| ------ | ---------------- | ---- |
| 1.     | Юхим Боголюбов   | 7½   |
| 2.     | Курт Ріхтер      | 7    |
| 3-6.   | Еріх Елісказес   | 6½   |
| 3-6.   | Людвіґ Енґельс   | 6½   |
| 3-6.   | Ґеорґ Кінінґер   | 6½   |
| 3-6.   | Мілан Відмар     | 6½   |
| 7.     | Ян Фолтис        | 5½   |
| 8.     | Альберік О'Келлі | 5    |
| 9.     | Генрі Ґроб       | 4½   |
| 10-11. | Керубіно Стальді | 4    |
| 10-11. | Теобальд Гесс    | 4    |
| 12.    | Йожеф Сій        | 2½   |

```
 1 Bogoljubow, Efim            ● ½ ½ ½ ½ ½ 0 1 1 1 1 1   7,5 
 2 Richter, Kurt               ½ ● ½ ½ ½ ½ 1 0 1 1 ½ 1   7,0 
 3 Eliskases, Erich            ½ ½ ● ½ ½ ½ ½ ½ ½ 1 ½ 1   6,5 
 4 Engels, Ludwig              ½ ½ ½ ● ½ ½ ½ ½ 1 0 1 1   6,5 
 5 Kieninger, Georg            ½ ½ ½ ½ ● ½ ½ ½ ½ 1 1 ½   6,5 
 6 Vidmar, Milan sr.           ½ ½ ½ ½ ½ ● 1 ½ 1 ½ ½ ½   6,5 
 7 Foltys, Jan                 1 0 ½ ½ ½ 0 ● ½ 1 ½ ½ ½   5,5 
 8 O'Kelly de Galway, Alberic  0 1 ½ ½ ½ ½ ½ ● 0 0 ½ 1   5,0 
 9 Grob, Henry                 0 0 ½ 0 ½ 0 0 1 ● 1 1 ½   4,5 
10 Staldi, Cherubino           0 0 0 1 0 ½ ½ 1 0 ● ½ ½   4,0 
11 Hess, Theobald              0 ½ ½ 0 0 ½ ½ ½ 0 ½ ● 1   4,0 
12 Szily, Jozsef               0 0 0 0 ½ ½ ½ 0 ½ ½ 0 ●   2,5 
```